# Скайола, Клаудио
Антонио Клаудио Скайола (итал. Antonio Claudio Scajola; род. 15 января 1948, Империя, Лигурия, Италия) — итальянский политик.

## Биография
Сын христианского демократа Фердинандо Скайола.
Мэр Империи (Лигурия) в 1982—1983, 1990—1995 годах.
В 1983 году Скайола оставил должность мэра, оказавшись под обвинением в попытке дачи взятки в рамках расследования злоупотреблений казино Сан-Ремо (провинция Империя в Лигурии).
Избирался в Палату депутатов в 1996, 2001, 2006 годах от партии Вперёд, Италия, c 29 апреля 2008 по 14 марта 2013 года — депутат от Народа свободы. С 11 июля 2006 по 11 октября 2007 года возглавлял Парламентский комитет по контролю за секретными службами, после его реорганизации с 12 октября 2007 по 28 апреля 2008 года — Парламентский комитет по безопасности Республики.
Занимал должность министра внутренних дел во втором правительстве Берлускони (10 июня 2001 — 3 июля 2002 года), министр актуализации планирования в том же правительстве с 2003 под 2005 год.
Министр внутренних дел Клаудио Скайола оказался в эпицентре общественной критики после гибели от рук полиции активиста антиглобалистского движения Карло Джулиани во время беспорядков в Генуе 20 июля 2001 года в период проведения в этом городе встречи лидеров Большой восьмёрки. 21 февраля 2002 года на слушаниях в Сенате Скайола заявил, что его слова были неправильно интерпретированы, и что приказа полиции на применение огнестрельного оружия он не отдавал. 4 июля 2002 года Скайола ушёл в отставку из-за критики в связи с его оскорбительной реакцией на убийство в Болонье консультанта правительства профессора Марко Бьяджи.
Министр производственной деятельности в третьем правительстве Берлускони (2005—2006) и министр экономического развития в четвёртом правительстве Берлускони (2008—2010).
Указом президента Медведева от 20 ноября 2009 года № 1322 награждён российским Орденом Дружбы «за большой вклад в развитие российско-итальянских экономических отношений».

### Юридическое преследование
4 мая 2010 года ушёл в отставку с должности министра экономического развития из-за обвинений в причастности к финансовым злоупотреблениям при распределении подрядов в рамках подготовки встречи лидеров «большой восьмёрки» в Перудже (Ла-Маддалена) в 2009 году. В рамках этого дела в 2011 году Скайоле предъявлены обвинения в получении незаконного финансирования по факту оплаты предпринимателем Диего Анемоне, занятым в строительном бизнесе, части стоимости квартиры в Риме площадью 210 квадратных метров, приобретённой Скайолой. 27 января 2014 года он был полностью оправдан судом.
8 мая 2014 года арестован сотрудниками Антимафиозного следственного управления в Реджо-ди-Калабрия по обвинению в содействии укрывательству от правосудия бывшему депутату от партии Народ свободы Амедео Матачена, против которого ведётся расследование в связи с нарушениями при распределении государственных подрядов (сам Матачена находился тогда в Дубае под арестом, рассматривался вопрос о его выдаче Италии). Спустя несколько дней следственная бригада предъявила Скайола новые обвинения: отмывание денег и связи с ндрангетой. Газета la Repubblica заявила о вскрытии широкой коррупционной сети, в которой замешаны также евродепутаты. 13 июня 2014 года решением «суда перепроверки» (Tribunale del riesame) Реджо-Калабрии переведён под домашний арест.
12 мая 2015 года за истечением срока давности закрыто дело против Скайолы и бывшего начальника полиции Джанни Де Дженнаро, обвинявшихся в причастности к убийству 19 марта 2002 года так называемыми «новыми красными бригадами» профессора Марко Бьяджи, поскольку министр внутренних дел и начальник полиции, зная об угрозах в его адрес, не обеспечили охрану профессора.

### Возвращение в Империю
11 июня 2018 года пошёл на выборы мэра Империи при поддержке нескольких инициативных гражданских списков и победил на них с результатом 35,3 %, 24 июня победил во втором туре с результатом 52 % Луку Лантери, кандидата правоцентристской коалиции.
14-15 мая 2023 года в ряде регионов Италии состоялись местные выборы, и в Империи успех Скайолы оказался триумфальным. Он вновь возглавил коалицию нескольких местных списков, крупнейшим из которых стал Avanti con Scajola Sindaco (Вперёд с мэром Скайолой), но теперь победил с результатом 63 %. Правоцентристы своих кандидатов не выдвинули, и сильнейшим соперником Скайолы стал левоцентристский блок на основе Демократической партии во главе с Иваном Бракко, добившийся поддержки 22,6 % избирателей. Коалиция Скайолы получила 21 место в коммунальном совете, левоцентристы — 6, ещё два мандата достались другим самовыдвиженцам.

## Упоминания в литературе
В одном из эпизодов изданной в 2010 году сатирической книги Леонардо Бозелли Nostradamus in signo Cancri действует «министр логистики федеральной политики» Клаудио Скайола: после двадцати одного дня «буйства» прессы по некому поводу он уходит в отставку 27 июля 2018 года, заявив при этом, что не имеет никакого отношения к действиям правительства, вызвавшим общественное осуждение, и поступает так исключительно в знак своей последовательности и из нежелания препятствовать деятельности правительства.

## Награды
- Командор ордена Почётного легиона (27 февраля 2010 года, Франция).
- Орден Дружбы (20 ноября 2009 года, Россия) — за большой вклад в развитие российско-итальянских экономических отношений[21].

## Труды
- Scajola C. Ai confini d'Italia. Storia e immagini del Ponente ligure. — De Ferrari, 2006. — 192 p. — ISBN 978-88-7172-735-6.